# Ibrahima Sory Barry
Ne doit pas être confondu avec Barry III.
Pour les articles homonymes, voir Barry.
Ibrahima Sory Barry, décédé en 1975, était un chef traditionnel et homme politique guinéen.
Pendant de nombreuses années, il fut un chef très éminent de Mamou jusqu'en 1957, date à laquelle il fut nommé à des fonctions davantage nationales et internationales. Il a siégé au conseil du bureau politique de la Première République de Guinée en tant que ministre de l'économie rurale à partir de 1963.